# سیارک ۹۹۹۴۹
سیارک ۹۹۹۴۹ (به انگلیسی: 99949 Miepgies، نامگذاری:1972FD) نود و نه هزار و نهصد و چهل و نهمین سیارک کشف شده‌است که در ۱۶ مارس ۱۹۷۲ کشف شد.